# Зоков Гай
Зоков Гай (хорв. Zokov Gaj) — населений пункт у Хорватії, у Вировитицько-Подравській жупанії у складі громади Зденці.

## Населення
Населення за даними перепису 2011 року становило 133 осіб.
Динаміка чисельності населення поселення:

## Клімат
Середня річна температура становить 11,18 °C, середня максимальна – 25,59 °C, а середня мінімальна – -5,94 °C. Середня річна кількість опадів – 701 мм.
| Клімат поселення                              | Клімат поселення | Клімат поселення | Клімат поселення | Клімат поселення | Клімат поселення | Клімат поселення | Клімат поселення | Клімат поселення | Клімат поселення | Клімат поселення | Клімат поселення | Клімат поселення | Клімат поселення |
| Показник                                      | Січ.             | Лют.             | Бер.             | Квіт.            | Трав.            | Черв.            | Лип.             | Серп.            | Вер.             | Жовт.            | Лист.            | Груд.            |                  |
| Середній максимум, °C                         | 5,78             | 8,06             | 12,67            | 17,25            | 22,44            | 25,59            | 25,23            | 24,68            | 20,47            | 15,12            | 9,30             | 5,27             |                  |
| Середня температура, °C                       | −0,09            | 2,20             | 6,80             | 11,40            | 16,58            | 19,70            | 21,46            | 20,90            | 16,70            | 11,39            | 5,54             | 1,50             |                  |
| Середній мінімум, °C                          | −5,94            | −3,64            | 0,96             | 5,55             | 10,72            | 13,87            | 17,71            | 17,15            | 12,93            | 7,61             | 1,79             | −2,27            |                  |
| Норма опадів, мм                              | 43               | 40               | 41               | 54               | 66               | 90               | 64               | 63               | 54               | 61               | 70               | 55               |                  |
| Середньомісячна швидкість вітру, м/с          | 2.20             | 2.43             | 2.70             | 2.62             | 2.30             | 2.20             | 2.10             | 1.90             | 1.90             | 2.00             | 2.10             | 2.22             |                  |
| Середньомісячна сонячна радіація, кДж/м²·день | 4160             | 6857             | 10794            | 15329            | 19347            | 21361            | 22219            | 20207            | 14820            | 9112             | 4688             | 3517             |                  |
| --------------------------------------------- | ---------------- | ---------------- | ---------------- | ---------------- | ---------------- | ---------------- | ---------------- | ---------------- | ---------------- | ---------------- | ---------------- | ---------------- | ---------------- |
| Джерело:                                      |                  |                  |                  |                  |                  |                  |                  |                  |                  |                  |                  |                  |                  |